# 大和陽一郎
大和 陽一郎（やまと よういちろう、1946年10月26日 - ）は、日本の元裁判官。東京都出身。函館地方裁判所長兼函館家庭裁判所長、大阪高等裁判所部総括判事（第5民事部）を歴任。東京大学卒業。

## 経歴
- 1970年 司法修習生
- 1972年 札幌地方裁判所判事補任官
- 1975年 神戸家庭裁判所判事補
- 1977年 神戸地方裁判所判事補
- 1978年 福岡地方裁判所・福岡家庭裁判所小倉支部判事補
- 1981年 大阪地方裁判所判事補
- 1982年 大阪地方裁判所判事
- 1984年 水戸地方裁判所・水戸家庭裁判所日立支部判事
- 1987年 東京地方裁判所判事
- 1988年 公害等調整委員会審査官
- 1991年 東京地方裁判所判事
- 1993年 東京地方裁判所部総括判事
- 1997年 横浜地方裁判所部総括判事
- 2001年 東京高等裁判所判事
- 2003年7月 函館地方裁判所長・函館家庭裁判所長
- 2004年12月 大阪高等裁判所部総括判事（第5民事部）
- 2010年12月 依願退官
- 2017年11月 瑞宝重光章を受章。

## 担当訴訟
- 大阪府大東市が市立保育所を廃止して民営化したのは違法として保護者らが損害賠償を求めた訴訟（2006年　二審大阪高裁裁判長　請求を退けた一審判決を変更、行政側の配慮義務を認めて市に31世帯に対し1世帯辺り33万円を支払うよう命じる判決）
- 尼崎市のごみ焼却施設建設に絡み、談合によって不当に落札価格が高くなったとして市民グループがメーカー6社に市への支払いを求めた訴訟（2007年　二審大阪高裁裁判長　談合の立証が困難として、メーカーに支払いを命じた一審神戸地裁判決を取り消し訴えを棄却）

| スタブアイコン | サブスタブ | この項目は、まだ閲覧者の調べものの参照としては役立たない、人物に関連した書きかけの項目です。この項目を加筆・訂正などしてくださる協力者を求めています（P:人物伝/PJ:人物伝）。 |